# Hugh Dykes
Hugh John Maxwell Dykes, baron Dykes (ur. 17 maja 1939) – brytyjski polityk i ekonomista, członek Izby Gmin i Izby Lordów, poseł do Parlamentu Europejskiego.

## Życiorys
Absolwent Weston-super-Mare Grammar School i Pembroke College (Cambridge). Pracował jako konsultant finansowy i makler. Był przewodniczącym brytyjskiego oddziału Ruchu Europejskiego oraz wiceszefem British-German Association.
Związał się z liberalnym skrzydłem Partii Konserwatywnej. W latach 1970–1997 wchodził w skład Izby Gmin, od 1974 do 1977 był oddelegowany do Parlamentu Europejskiego. Podczas rządów Edwarda Heatha pracował w ministerstwie obrony i gabinecie premiera. Po porażce wyborczej konserwatystów z 1997 przystąpił do Liberalnych Demokratów, zostając doradcą ds. europejskich jej lidera Paddy'ego Ashdowna. W 2004 wykreowany baronem Dykes z Harrow Weald, zasiadł w Izbie Lordów. W 2015 wystąpił z tego ugrupowania.
Od 1966 był żonaty z Susan Margaret Smith, w 2000 rozwiedli się. Doczekali się trójki dzieci.

## Odznaczenia
Honory Orderem Zasługi Republiki Federalnej Niemiec I klasy, Orderem Narodowym Zasługi V klasy (1994) i Legią Honorową V klasy (2003).